# Луговой (Чесменский район)
Луговой — посёлок в Чесменском районе Челябинской области России. Входит в состав Тарутинского сельского поселения.

## География
Посёлок находится на юго-востоке области, в степной зоне, вблизи государственной границы с Казахстаном, на расстоянии 29 километров по прямой к востоку от села Чесма, административного центра района. Абсолютная высота 243 метра над уровнем моря.
Часовой пояс
Посёлок Луговой, как и вся Челябинская область, находится в часовой зоне МСК+2. Смещение применяемого времени относительно UTC составляет +5:00.

## Население
| 2002 | 2010 | 2011 | 2013 |
| ---- | ---- | ---- | ---- |
| 330  | ↘237 | ↗260 | ↘254 |

Гендерный состав
По данным Всероссийской переписи населения 2010 года в гендерной структуре населения мужчины составляли 44,3 %, женщины — 55,7 %.
Национальный состав
Согласно результатам переписи 2002 года, в национальной структуре населения русские составляли 69 %.

## Улицы
Уличная сеть посёлка состоит из шести улиц.